# Interferometr Fizeau

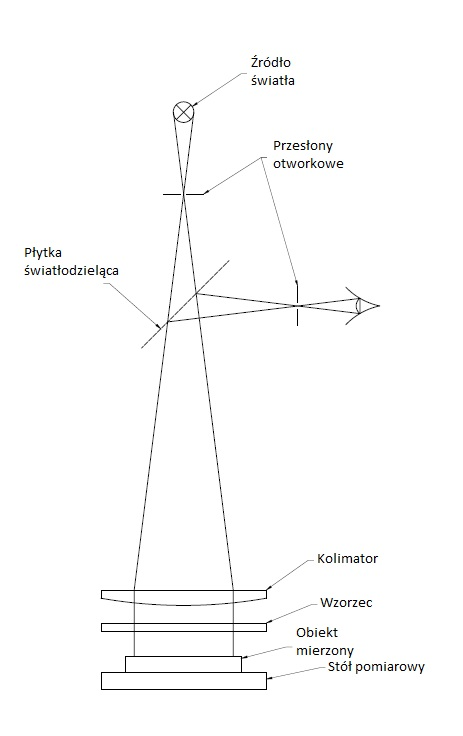
Schemat interferometru Fizeau

Interferometr Fizeau jest to interferometr dwuwiązkowy, wspólnej drogi, z podziałem amplitudy. Najczęściej jest używany do pomiaru kształtu powierzchni bądź jednorodności materiału. Jego działanie polega na interferencji dwóch fal odbitych od powierzchni referencyjnej oraz od powierzchni badanej. W zależności od różnicy dróg optycznych między promieniami otrzymujemy prążki interferencyjne.

## Sposób działania
Światło z quasi-monochromatycznego źródła, najczęściej lasera, przechodzi przez przesłonę otworkową i pada na kolimator, który zapewnia równoległość promieni w układzie pomiarowym. Następnie ulega odbiciu od powierzchni i wraca tą samą drogą, odbijając się od płytki światłodzielącej i tworzy obraz interferencji odbitych fal.
Fale odbijają się od każdej powierzchni na którą trafią, dlatego wzorzec zazwyczaj jest delikatnym klinem, aby odbijające się od niego światło nie zakłócało pomiaru. W przypadku  pomiaru kształtu powierzchni obserwatora interesuje interferencja fali odbitej od dolnej powierzchni wzorca, będącej powierzchnią referencyjną, z falą odbitą od badanej powierzchni.
Obserwator obserwuje prążki interferencyjne będące wynikiem różnicy dróg optycznych wynikających z kształtu powierzchni badanej. Obserwowane prążki odpowiadają poziomicom, czyli w przypadku wypukłości lub wklęsłości obserwuje się prążki kołowe, zaś w przypadku pochylenia powierzchni prążki równoległe.
Wysokość H badanego defektu możemy wyliczyć ze wzoru:

{\displaystyle h={\frac {\lambda S}{2}}}

gdzie:
- λ – długość fali
- S – ilość prążków

Interferometr Fizeau pozwala również zmierzyć nieliniowe zmiany współczynnika załamania w szklanej płytce. Można to wykonać rejestrując 3 obrazy prążkowe – interferencji każdej z powierzchni z powierzchnią wzorca oraz jeden dla promienia odbitego od dolnej powierzchni po przejściu przez płytkę. Analiza tych trzech obrazów pozwala nam na wyznaczenie niejednorodności współczynnika załamania.